# 대한민국 축구 국가대표팀의 역사
이 문서는 대한민국 축구 국가대표팀의 상세한 역사를 기술한 문서다.

### 1954년 스위스 월드컵
대한민국 대표팀이 처음으로 출전한 월드컵 본선은 6.25 전쟁이 휴전을 선고 한지 1년 뒤에 개최된 1954년 FIFA 월드컵이다. 김용식 감독 등 22명의 선수단이 대한민국에서 유럽으로 가는 비행기 직행 노선이 없어서 태국 방콕을 경유해 50여시간 동안 비행기를 탔고 대회 개막 바로 전날 밤에 스위스 베른에 도착했다. 대표팀은 월드컵에 충분히 준비를 하지 않은 상황에서 경기에 임했고 선수 교체 제도가 존재하지 않았기 때문에 경기 도중 일부 탈진한 선수 몇 명이 쓰러지기도 했다. 대한민국 대표팀은 헝가리 축구 국가대표팀에게 0 – 9, 튀르키예 축구 국가대표팀에게 0 – 7로 패배하면서 대회 꼴찌를 기록했다.

### 1986년 멕시코 월드컵
대한민국 축구는 32년 만에 월드컵 본선 진출했지만 그러나 조 추첨식에서 1986년 FIFA 월드컵에서는 강력한 우승 후보로 불리는 국가들과 같은 조에 편성된 대한민국은 아르헨티나와의 조별리그 첫 번째 경기에서 디에고 마라도나의 활약을 막지 못하고 3골을 내줬다. 물론 대한민국도 막판 분전을 한 끝에 73분 박창선이 대한민국 축구 역사상 월드컵 본선에서의 첫 득점을 성공시켰지만 스코어의 열세를 극복하지 못하고 결국 1 – 3의 아쉬운 패배를 당했다. 불가리아와의 2차전에서는 11분 플라멘 게토프에게 선제골을 내주며 끌려가다가 70분에 터진 김종부의 동점골에 힘입어 1 – 1 무승부를 기록하며 월드컵 사상 첫 승점 1점을 획득했다. 그리고 조별리그 최종전이었던 디펜딩 챔피언 이탈리아전에서는 편파 판정에 시달리며 페널티킥을 허용했지만 그나마 골포스트를 맞히는 실축이 나온 바람에 편파 판정에 관한 의미는 일단 사라졌다. 그럼에도 불구하고 2 – 3으로 석패하면서 1무 2패로 16강 진출에 실패했다. 그러나 비록 16강 진출에는 실패했지만 한국 축구 역사상 월드컵 본선에서 첫 득점과 첫 승점을 따낸 대회로 영원히 남게 되었다.

### 1990년 이탈리아 월드컵
역대 아시아 지역 예선에서 가장 좋은 성적을 내며 16강의 부푼 꿈을 안고 3회 연속으로 진출한 1990년 FIFA 월드컵에서 대한민국은 유럽의 붉은 악마 벨기에에게 0 – 2, 무적함대 스페인에게 1 – 3, 남미의 전통강호 우루과이에게 0 – 1로 패하면서 월드컵 조별 리그에서 3전 전패라는 최악의 성적을 남겼다. 스페인전에서 나온 황보관의 프리킥 골이 유일한 득점으로 남았다.

### 1994년 미국 월드컵
도하의 기적에 힘입어 3회 연속 월드컵 본선 진출에 성공한 대한민국은 지난 대회에서 상대했던 무적함대 스페인과의 조별리그 1차전에서 먼저 2골을 내주다가 85분 홍명보, 90분 서정원이 극적인 동점골을 터뜨리면서 2 – 2 무승부로 월드컵 출전 첫 경기에서 사상 처음으로 승점 1점을 획득했으며 대한민국의 1승 상대로 꼽았던 약체 볼리비아와의 2차전에서는 여러 번의 공격 찬스를 제대로 살리지 못하면서 0 – 0 무승부에 그쳐 승점 1점을 추가로 따는 데 만족해야만 했다. 그리고 3차전인 디펜딩 챔피언이자 전차군단 독일과의 경기에서 전반에만 위르겐 클린스만에게 2골, 카를하인츠 리들레에게 1골을 내주며 0 – 3으로 끌려가다가 후반전에 독일 선수들이 섭씨 40도가 넘는 댈러스의 무더위로 인해 체력이 떨어진 틈을 타 황선홍과 홍명보가 연속골을 터뜨리며 분전했음에도 불구하고 3골차의 열세를 결국 극복하지 못한 채 2 – 3으로 아쉽게 석패하면서 2무 1패, 조 3위로 16강 진출에 실패하였다. 각 조 3위를 기록한 6팀 가운데 마지막으로 16강에 진출한 국가는 승점 4점이었던 이 대회 준우승국인 이탈리아였는데 이탈리아와 같은 조였던 노르웨이는 승점 4점으로 대한민국보다 유리한 지점에 있을 뿐 아니라 이탈리아와의 골 득실차까지도 동일했다. 노르웨이가 다득점에서 이탈리아에 앞섰으면 조 3위로 16강에 나갈 수 있는 상황이었지만 오히려 낮았기 때문에 조 3위로 16강 진출에 실패하는 상황이었다.

### 1998년 프랑스 월드컵
숙적 일본을 상대하며 1997 도쿄 대첩을 이루고 통산 4회 연속 본선에 진출한 1998년 FIFA 월드컵에서는 멕시코와의 E조 조별리그 1차전에서 대한민국은 27분에 터진 하석주의 프리킥 선제골로 앞서 나갔지만 하석주가 득점을 기록한 이후 상대 선수에 대한 백태클로 퇴장당했고 이후 대한민국은 후반전에 접어들면서부터 하석주가 빠진 불리한 상황에서 멕시코의 리카르도 펠라에스와 루이스 에르난데스에게 연이어 실점을 거듭하며 1 – 3으로 역전패했다. 오렌지 군단 네덜란드와의 2차전에서는 파트릭 클라위버르트가 전 경기에서 퇴장당하면서 출전하지 않았음에도 불구하고 기량 차를 극복하지 못한 채 0 – 5로 대패하면서 조별리그 탈락이 확정되었다. 이후 대한민국은 네덜란드전의 대패 여파로 인해 당시 대표팀 감독이었던 차범근이 대회 도중에 경질되는 사상 초유의 사태까지 겪게 되었다. 차범근은 이 대회 도중 경질된 3명의 감독들 중 한 명이 되었다. 조별리그 최종전이었던 벨기에전에서도 7분 만에 뤼크 닐리스에게 선제골을 내주며 끌려갔고 설상가상으로 이임생이 머리 부상까지 당했으나 이임생이 붕대까지 싸매고 투혼을 불사른 끝에 결국 72분 유상철의 동점골이 터지면서 1 – 1 무승부를 기록했다. 이로써 대한민국은 유럽 대륙에서 열린 월드컵 본선에서 사상 처음으로 승점을 획득하면서 3전 전패 및 대회 꼴찌를 간신히 모면하였지만 1무 2패로 또 다시 16강 진출에 실패하였다.

### 2002년 한일 월드컵

#### 대회 전까지 5회 연속 본선 진출, 히딩크의 등장
2002년 FIFA 월드컵에서 대한민국은 일본과 함께 공동개최국 자격으로 예선을 치르지 않고 본선에 진출하면서 비유럽, 비아메리카 국가로는 처음으로 5회 연속 및 통산 6번째 월드컵 본선 진출의 대기록을 세웠다. 그리고 한국축구의 성지로 자리 잡았던 송파구 잠실동 잠실 올림픽 주경기장에서 마포구 상암동 서울월드컵경기장으로 이전하면서 대한민국 축구는 축구 전용구장 시대를 맞게 된다. 전 대회까지만 하더라도 1승조차 거두지 못했던 대한민국은 홈 안방에서 토너먼트전 진출을 목표로 잡았다. 1998년 FIFA 월드컵이 끝난 후 취임한 허정무가 2000 아시안컵의 성적 부진으로 여파로 2000년 말에 경질되었고 대한축구협회에서 기술위원회를 열어서 외국인 감독을 물색하였다. 본래 1998년 월드컵에서 개최국인 프랑스를 사상 첫 우승으로 이끌었던 에메 자케 프랑스 축구 협회 기술고문을 엄두하고 있었으나 협상에 실패했다. 2001년 1월 대한축구협회는 지난 대회 E조 조별리그 2차전에서 대한민국에게 충격적인 대참패를 안겨준 네덜란드 축구 대표팀 감독 출신 거스 히딩크를 차기 감독으로 낙점하였다. 이후 히딩크는 취임 1년 차에 성적 부진으로 언론의 집중포화를 맞았다. 그러나 히딩크 감독은 이에 굴하지 않은 채 스코틀랜드전 4 – 1 대승, 축구종가 잉글랜드전 1 – 1 무승부, 전 대회 우승국 프랑스전 2 – 3 석패로 분위기를 반전시키는데 성공했다.

#### 월드컵 본선 조추첨, 월드컵 준결승의 신화
대한민국은 2001년 12월 1일 부산의 벡스코에서 열린 조추첨식에서 동유럽 강호 폴란드, 북중미의 강호 미국, 그리고 포르투갈과 함께 D조에 편성되었다. 6월 4일, 부산아시아드주경기장에서 폴란드와 1차전 경기를 펼친 대한민국은 폴란드의 초반 기습 공격을 버티며 경기를 지배해 나가다가 전반전에 터진 황선홍의 골로 앞서나갔고 후반전에는 유상철이 추가골을 터뜨리면서 2 – 0의 승리를 거두었다. 이로써 대한민국은 월드컵에 첫 출전했던 1954년 대회 이후 무려 48년, 15경기만에 첫 승리를 기록하였다. 그리고 엿새 후인 6월 10일, 대구스타디움에서 포르투갈과의 앞선 1차전에서 3 – 2로 제압하는 이변을 연출한 미국이었다. 4개월 전 2002년 2월 대한민국은 미국에게 향한 지독한 악연은 있었다. 2002년 동계 올림픽 쇼트트랙 남자 1,500m 경기에서 금메달 리스트 안톤 오노의 반칙으로 인해 1위으로 골인했던 김동성이 실격패을 당했고 게다가 대한민국 국민들은 미국에게 향한 엄청난 분노을 했다. 그리고 축구팬들은 기대가 하고 있었다. 2차전 경기를 치른 대한민국은 전반 초반 황선홍이 프랭키 헤이덕과의 헤딩 경합 과정에서 머리부상을 입으면서 응급 처치를 위해 잠시 나가게 되었다. 그리고 그 틈을 타~ 순간적 수적 우세를 활용한 미국은 24분 클린트 매티스의 선제골로 앞서나갔다. 이후 헤이덕이 페널티박스 안에서 반칙을 저지르며 페널티킥을 얻어냈지만 이을용의 페널티킥이 그만, 브래드 프리델 골키퍼의 선방에 막히면서 득점에 실패했다. 그러나 78분에 터진 안정환의 헤딩 동점골로 미국과 1 – 1 무승부를 기록하며 16강 진출에 한걸음 더 다가섰다. 포르투갈과의 최종전을 앞두고 앞선 두경기에서 부상으로 나오지 못했던 이영표가 복귀하였다. 인천문학경기장에서 열린 3차전 전반에 포르투갈의 주앙 핀투가 쇄도하는 박지성을 향해 백태클을 걸다가 결국 레드카드를 받고 퇴장당했다. 이후 베투가 이영표에 태클을 걸어 경고 누적으로 퇴장당하면서 11대 9의 수적 우세를 잡은 대한민국은 설기현이 선제골을 기록했으나, 상대팀 골키퍼에 대한 차징으로 골이 취소되었다. 이후 파상공세를 펼치던 대한민국은 결국 70분 박지성의 환상적인 골이 터지면서 1 – 0으로 승리를 거두며 D조 1위로 사상 첫 16강 진출을 확정지었다. 같은 시각 폴란드에 1 – 3으로 패하며 16강 진출이 불투명했던 미국은 대한민국의 도움을 받아 간신히 조 2위로 16강 티켓을 거머쥐었다. 반면 대한민국에 패한 포르투갈은 조 3위로 16강 진출에 실패하며 체면을 구겼다. 대한민국의 16강전의 상대는 아주리군단 이탈리아였다. 대한민국은 3분 설기현이 페널티킥을 얻었지만 안정환이 찬 페널티킥이 골키퍼 잔루이지 부폰에게 막히면서 선제 득점에 실패했다. 오히려 18분 이탈리아의 크리스티안 비에리에게 선취점을 내주면서 리드를 허용했다. 그러나 88분 설기현이 극적으로 동점골을 터뜨렸고 117분에 안정환이 역전 골든골을 터뜨리면서 이탈리아를 2 – 1로 격침시키며 8강에 진출하였다. 당시 이탈리아 대표팀 선수였던 프란체스코 토티는 연장전에서 시뮬레이션 액션을 이유로 두 번째 경고를 받고 퇴장당했는데, 이 판정에 관한 논란이 굉장히 뜨거웠다. 경기 후, 이 경기에서 퇴장당한 프란체스코 토티와 조반니 트라파토니 감독을 비롯한 이탈리아 선수단원들은 자국의 탈락에 음모론을 제기하였다. 트라파토니는 거기서 도를 넘어 FIFA가 대한민국의 승리를 통해 최소한 두 공동개최국들 중 하나가 대회에서 생존할 수 있도록 심판진을 구성했다는 졸렬한 비난까지 하였다. 제프 블라터 FIFA 회장은 부심의 결정은 "형편 없었고" 이탈리아가 앞서 조별리그에서 불리한 오프사이드 판정을 받았다고 인정했으나, 음모론을 부정하였다. 모레노가 토티에게 경고 누적으로 퇴장당한 것에 대해, 블라터는 토티가 모레노에 퇴장 명령을 받은 것에 대해 "이탈리아의 탈락은 판정에 실수를 야기한 주심과 부심의 문제로만 치부할 수 없으며... 이탈리아는 공수 양면에서 실책을 범했다." 라고 모레노가 이탈리아의 패배를 야기했다고 책임을 떠넘기지 않았다. 게다가 이탈리아는 수차례 팔꿈치를 사용한 악랄한 반칙을 저질렀음에도 불구하고 단 한번도 이에 대한 제재를 받지 않았다. 이 중 크리스티안 비에리 선수는 김태영의 안면을 팔꿈치로 가격해 코뼈 골절의 부상을 입혔으나, 아무런 징계도 받지 않았다. 이러한 이탈리아의 악랄한 반칙 행위는 다음 대회에서 FIFA로 하여금 팔꿈치로 상대를 가격시 즉시 퇴장을 받게 규정이 개정되었다. 6월 22일 광주월드컵경기장에서 무적함대 스페인과 8강전에서 격돌했다. 경기 시작한지 20분도 채 되지 않은 시점에서 엔리케 로메로가 백태클로 김남일에 부상을 입혔고, 스페인 페널티박스안에서 엘게라가 안정환의 머리를 가격하여 넘어뜨렸으나 한국에게 페널티킥도 안주었으며, 엘게라가 손으로 공을 걷어내는 의도적인 핸드링 반칙에도 아무런 조치도 취해지지 않았다. 결국 김남일은 32분에 이을용과 교체되어 나갔고, 스페인의 공격 빈도는 점점 높아졌다. 이후 논란의 상황이 발생했는데 스페인이 프리킥 세트피스 상황에서 골망을 갈랐지만 이집트 출신 가말 간도르 주심이 반칙 휘슬을 불면서 득점으로 인정되지 않았다. 경기 이후 이 상황으로 인해 이반 엘게라는 "도둑"이라 비난했고, 스페인 언론도 이에 동조해 "꿈을 앗아간 도둑"이라 선동했으나, FIFA는 단순한 인간적 잘못일 뿐이라며 일축했다. 결국, 양 팀은 정규 시간과 연장을 모두 거친 후에도 0 – 0 동률을 유지해 다음 라운드 진출국이 승부차기로 결정되었다. 대한민국이 4명을 주자가 모두 골망을 가른 가운데 호아킨 산체스가 4번째 주자로 나섰지만 이운재가 호아킨의 주춤거리는 움직임을 잘 읽어내면서 페널티킥을 침착하게 잘 막았고 대한민국의 마지막 주자로 나선 홍명보가 스페인 골망을 가르면서 자국에서 월드컵 역사상 처음으로 준결승에 진출했다. 이로서 대한민국은 아시아팀으로는 최초로 월드컵에서 준결승 무대를 밟은 팀이 되었고, 1930년 미국에 이어 제3대륙 국가로는 2번째로 월드컵 4강 신화를 달성했다. 6월 25일 서울월드컵경기장에서 열린 독일과의 준결승전에서 미하엘 발라크에게 결승골을 내주면서 0 – 1로 석패하여 결승에 오르지 못했다. 그리하여 대한민국은 브라질에게 0 – 1로 패배한 튀르키예와 3위 결정전을 치르게 되었다. 전반 시작한지 1분도 채 안되 홍명보가 어이없는 실수를 저지르면서 하칸 쉬퀴르에 선제 실점을 허용했다. 이후 이을용이 프리킥으로 동점골을 기록했지만, 일한 만스즈에게 연달아 2골을 내주며 1 – 3으로 뒤진 채 전반전을 마쳤다. 이후 후반전 추가 시간에서야 송종국이 추가골을 넣었지만 2 – 3으로 아쉽게 지면서 대회 4위를 기록했다. 또한 대표팀 서포터즈인 붉은 악마를 중심으로 한 길거리 응원은 월드컵의 또다른 볼거리로 꼽혔다. 그리고 대한민국의 월드컵 준결승을 이끌어낸 수비의 핵심 홍명보가 대한민국 선수로는 최초로 월드컵에서 브론즈볼을 수상하는 영광을 얻었다.

### 2006년 독일 월드컵
2002년 한일 월드컵 준결승 신화 이후 한국 축구를 10년 동안 함께 했던 황선홍과 홍명보를 떠나 보내고 한편 한일 월드컵 준결승 신화의 주역이자 막내 박지성은 대한민국 축구의 에이스로 성장했다. 명예롭게 떠난 영웅으로 대접를 받고 거스 히딩크는 퇴장하고 그의 후임으로 포르투갈 출신의 움베르투 코엘류를 선임하다가 얼마 못가서 성적 부진으로 경질하더니 1996년 하계 올림픽 당시 나이지리아의 올림픽 첫 금메달을 이끌었던 조 본프레레를 감독으로 선임했다. 월드컵 본선 진출를 성공했지만 성적부진으로 또 다시 한번 얼마 못가 경질했다. 그렇게 네덜란드 출신 딕 아드보카트 감독이 선임되어 2006년 독일 월드컵을 준비하게 되었고 뒤늦게 부임한 아드보카트는 9개월이란 시간부족에 허덕여야 했다. 그리고 조 추첨 결과 1998년 대회 우승국인 아트사커 프랑스와 알프스 군단 스위스 그리고 월드컵 첫 출전인 아프리카의 토고와 함께 G조에 편성되었다.

#### 독일 월드컵 본선, 사상 첫 원정 승리
2006년 FIFA 월드컵 32강 조별리그 1차전에서 토고에게 전반에 선제골을 내주었으나 이천수, 안정환의 연속골로 2 – 1의 역전승을 거두며 월드컵 원정 사상 첫 승을 기록했다. 그리고 프랑스와의 2차전에서는 전반 티에리 앙리에게 선제골을 내주며 끌려가다가 후반전 들어서 박지성이 극적인 동점골을 터뜨리면서 1 – 1 무승부를 기록했다. 그러나 스위스와의 최종전에서는 0 – 2로 지면서 1승 1무 1패, 조 3위로 아쉽게 원정 첫 16강 진출에 실패했다. 특히 스위스와의 3차전에서 알렉산더 프라이에게 허용했던 두 번째 실점에 대해서는 오프사이드 논란이 뜨거웠고 국내에서는 당시 주심이었던 오라시오 엘리손도에 대한 맹렬한 비난이 끊임없이 쏟아졌다. 그러나 FIFA의 정밀 분석 결과 오프사이드가 아니라는 결론이 내려졌다. 또한 경기 후 24시간 안에 국제축구연맹에 500만명의 국민이 항의시 재경기가 가능하다는 헛소문이 퍼지기도 하였다.

### 2010년 남아공 월드컵
2007년 아시안컵의 성적부진으로 인해 핌 베어벡 감독이 자진 사퇴하고 대한축구협회는 7년만에 국내파 허정무 감독를 선임하고 2010년 FIFA 월드컵 아시아 지역 3차 예선에서 중동 원정과 남북전까지 어려운 시련을 극복하며 4승 4무 B조 1위로 1954년 대회와 1990년 대회에 이어 다시 한번 무패로 무난히 7회 연속 본선에 진출했다. 그리고 본선에서 남미의 강호 아르헨티나, 슈퍼 이글스 나이지리아, UEFA 유로 2004 챔피언 그리스와 B조에 편성되어 16강 진출을 놓고 다투게 되었다. 그리스와의 1차전에서 이정수와 주장 박지성의 연속 득점으로 2 – 0으로 승리하며 원정에서 유럽팀을 상대로 사상 첫 승을 거두었다. 아르헨티나와의 2차전에서는 박주영의 자책골과 곤살로 이과인의 해트트릭을 허용하며 무너졌다. 물론 1 – 2로 뒤진 상황에서 이청용의 추격골로 한점을 만회했지만 결국 1 – 4로 완패했다. 이로써 대한민국은 1986년 대회 본선 첫 대결에 이어 24년만에 다시 만난 아르헨티나와의 본선 2번째 대결에서도 패하며 아르헨티나전 2연패에 빠졌다. 특히 이과인의 두번째 골이자 대한민국의 3번째 실점은 오프사이드라는 결론이 나와 논란이 일기도 했다. 결국 아르헨티나전 부심은 뒤늦게 자신의 오심을 인정했다. 그리고 같은 날 열린 그리스와 나이지리아의 경기에서는 그리스가 2 – 1로 역전승을 거두면서 나이지리아는 2연패로 이미 탈락이 확정되고 반면 그리스는 1승 1패으로 16강 진출의 가능성이 남아 있으며 대한민국이 복잡한 상황에 서게 되었는데 이러한 상황에서 대한민국이 자력으로 16강에 진출하는 길은 나이지리아를 상대로 승리를 거두는 방법 밖에 없었으며 패배할 경우 무조건 탈락하며 무승부를 거둘 경우 아르헨티나가 그리스를 상대로 승리해야 조 2위로 16강에 진출할 수 있었으며 아르헨티나와 그리스가 무승부를 기록할 경우 대한민국과 그리스 상호간의 승점 및 골득실까지 같아지기 때문에 다득점으로 16강 진출팀이 가려지게 되었다. 그리고 나이지리아와의 조별리그 최종전에서는 칼루 우체에게 선제골을 내줬지만 이정수가 일명 헤발슛으로 동점골을 터뜨렸고 이어 박주영이 프리킥으로 역전골을 터뜨려 2 – 1로 앞서갔다. 그러나 김남일이 페널티박스 안에서 반칙을 범하며 페널티킥을 허용했고 페널티킥을 얻어낸 나이지리아의 야쿠부 아이예그베니가 동점골을 기록하며 경기는 2 – 2 무승부로 끝났다. 하지만 같은 시각에 열린 아르헨티나가 마르틴 데미첼리스와 마르틴 팔레르모의 연속골로 그리스를 2 – 0으로 물리친 덕분에 대한민국은 조 2위로 사상 첫 원정 16강에 진출에 성공했다. 16강전에서 A조 1위인 우루과이를 만난 대한민국은 경기 초반 우루과이의 에이스인 루이스 알베르토 수아레스에게 역습을 통한 선제골을 허용하며 끌려갔지만 후반 이후 경기 흐름을 다시 주도한 끝에 68분 이청용의 득점으로 동점을 만드는데 성공했다. 그러나 다시 한번 수아레스에게 80분 결승골을 내주며 1 – 2로 아쉽게 패하면서 8강 진출에 실패하였다. 또한 대한민국은 이 대회 챔피언 스페인에 이어 페어플레이상 2위에 오르기도 했고 아울러 이 대회에서 미국, 이탈리아와 더불어 전 경기 득점을 기록하였다. 그리고 대한민국이 전 경기에서 득점을 기록한 건 1986년 대회 이후 무려 24년만이다.

### 2014년 브라질 월드컵

#### 박지성, 이영표 은퇴 이후 지역 예선 여정
대한민국 축구의 정신적 지주인 박지성과 이영표를 비롯한 2002 월드컵 준결승 신화의 주역들이 국가대표직 은퇴로 떠나고 한국 축구의 새로운 에이스 손흥민의 등장으로 2014년 FIFA 월드컵을 앞두고 대한민국은 사상 첫 원정 8강 진출을 목표로 세웠다. 2014년 FIFA 월드컵 아시아 지역 3차 예선에서 대한민국은 첫 경기에서 레바논을 6 – 0으로 압승해서 좋은 출발을 했다. 그러나 위기는 시작했다. 그해 8월에 삿포로에서 열린 일본와의 원정 평가전에서 3 – 0 대참패 그리고 2차전 쿠웨이트와의 경기에선 졸전 끝에 1 – 1로 비기며 조광래 감독의 지휘력과 경기력에 우려를 낳았다. 3차전과 4차전에서 아랍에미리트를 각각 2 – 1, 2 – 0으로 제압하며 어렵게 조 1위 자리를 유지해 나갔다. 그러나 2011년 11월 15일 베이루트에서 열린 5차전 레바논과의 경기에서 졸전 끝에 1 – 2로 패하며 4차 예선 진출도 장담할 수 없는 처지가 되고 말았다. 급기야 대한축구협회는 긴급 기술위원회을 소집해서 당시 사령탑이었던 조광래 감독을 경질하였고 전북 현대 모터스 감독이었던 최강희를 급히 호출하였다. 최강희는 자신의 임기를 2014년 FIFA 월드컵 아시아 지역 4차 예선까지라고 선을 그으며 사실상 시한부 감독 역할을 자처하였다. 2014년 FIFA 월드컵 아시아 지역 3차 예선 최종전 쿠웨이트와의 서울 홈 경기에서 이동국과 이근호의 골로 2 – 0으로 승리하며 간신히 4차 예선 진출에 성공하였다. 이후 2014년 FIFA 월드컵 아시아 지역 4차 예선에서 대한민국은 1차전에서 카타르를 4 – 1로 대파하고 2차전에서 레바논을 3 – 0으로 격파하며 좋은 출발을 했다. 그러나 3차전에서 우즈베키스탄과의 원정경기에서는 졸전 끝에 2 – 2 무승부를 기록했으며 테헤란에서 열린 4차전 이란과의 원정경기에서는 마수드 쇼자에이의 퇴장으로 수적 우위를 점했음에도 불구하고 0 – 1로 패하며 가시밭길을 걷기 시작했다. 수 많은 축구팬들은 월드컵 본선 경쟁력을 대해서 의심하기 시작했지만 그리나 5차전에서 다시 카타르 서울 홈 경기에서 손흥민의 극적인 버저비터 골로 2 – 1로 승리하며 한숨을 돌렸지만 6차전 레바논과의 원정 경기에서는 다시 졸전 끝에 1 – 1로 비겼다. 7차전 우즈베키스탄과의 서울 홈 경기에서는 상대의 자책골로 1 – 0으로 승리했지만 그러나 이란이 7차전 레바논전 테헤란 홈경기에서 3 – 0으로 승리하면서 본선 진출의 여부는 마지막 라운드까지 지켜보는 상황이었다. 마지막 라운드인 8차전 이란과의 울산 홈 경기에서는 수비수 김영권의 치명적 실수으로 0 – 1로 석패했으나 같은 시간에 치른 우즈베키스탄 대 카타르와의 타슈켄트 홈 경기에서 5 – 1로 4골 차이로 우즈베키스탄이 대승했다. 하지만 3위 우즈베키스탄와의 승점도 같지만 골득실이 1골 앞서 본선 진출에 겨우 성공하였다.

#### 브라질 월드컵 본선, 16년만의 무승
8회 연속 본선 진출 이후 최강희 감독는 국가 대표팀 감독직의 임기 만료가 되어서 자신이 지휘하고 있는 전북 현대로 복귀하여 물러나고 한국 축구의 영원한 리베로이자 2002 한일 월드컵의 전설이며 팀 주장을 맡은 홍명보 감독이 새로 부임했다.
그리고 자신과 함께 했던 사상 첫 올림픽 축구의 첫 메달을 달성했던 런던 세대와 함께 브라질로 입성한다. 2014년 FIFA 월드컵에서 대한민국은 유럽의 붉은 악마 벨기에, 북아프리카의 복병이자 사막여우 알제리, 차기 월드컵 개최국 러시아와 함께 H조에 속했다. 1차전 상대인 피파랭킹 19위 러시아를 이근호의 중거리 슛으로 앞서나가나 했으나 6분 후 문전 혼전 상황에서 알렉산드르 케르자코프를 제대로 마크하지 못하며 1 – 1 무승부 승점 1점을 기록했다. 2차전 상대인 알제리전 대한민국 수비가 털리는 나왔고 2 – 4로 패배하여 16강 진출에 적신호가 켜졌다. 3차전 상대인 벨기에를 맞아 홍명보 감독은 부진했던 원톱 박주영과 골키퍼 정성룡을 선발 명단에서 제외하고 대신 김신욱과 김승규를 선발 출전시켰다. 44분 벨기에의 스테번 드푸르가 김신욱에게 위험한 반칙을 범해 그라운드에서 퇴장당하여 수적으로 우세한 상황에 놓였음에도 불구하고 고질적인 문제인 골 결정력 부족 등으로 수적 우위를 제대로 살리지 못하여 78분 얀 페르통언에게 결승골을 허용하며 0 – 1로 아쉽게 패배하였다. 월드컵이 끝난 후 홍명보 감독은 월드컵 준비 기간 중의 토지 매입 논란 및 대표팀 선수단의 월드컵 후 회식 논란 그리고 자신의 원칙을 무시하여 특정 선수들에게 의존하는 이른바 의리축구까지 불거져 결국 허정무 대한축구협회 부회장과 함께 동반 사퇴하였고, 독일 출신인 울리 슈틸리케가 새로운 감독으로 선임되었다.

### 2018년 러시아 월드컵

#### 2차 예선부터 9회 연속 본선 진출 과정
러시아 월드컵 아시아 지역 2차 예선 겸 2019년 UAE AFC 아시안컵 2차예선에서 쿠웨이트, 레바논, 라오스, 미얀마와 함께 G조에 배정되었다. G조에서 무실점 8연승을 거두며 무난하게 3차 예선에 진출하였다. 그와 동시에 2019년 AFC 아시안컵 본선에 우선진출을 확정하였다. (이 대회부터 러시아 월드컵 아시아 지역 3차 예선 진출팀은 2019년 UAE 아시안컵 본선에 직행한다.) 그러나 위태롭게 시작하는 것은 2차 예선이 종료된 후인 2016년 6월 유럽 원정 2연전 부터이다. 유럽 원정전 1차전 2010 남아공 월드컵 우승국이자 무적함대 스페인을 상대로 1 – 6으로 참패를 당했지만, 유럽 원정전 2차전 체코를 상대로 2 – 1 승리를 거두었다. 그리하여 2016년 7월 FIFA랭킹 48위에 도달하면서 2013년 이후 3년만에 FIFA랭킹 40위권에 도달, 아시아에서 2번째로 피파랭킹이 높은 나라가 되었다. 러시아 월드컵 아시아 지역 3차 예선에서 숙적이자 중동의 전통강호이며 라이벌 이란, 차기 월드컵 개최국 카타르, 우즈베키스탄, 중국, 시리아와 함께 A조에 배정되었다. 그러나 초반부터 주춤거렸다. 1차전인 서울에서 열린 중국전서 중국 원정 응원단이 대거 서울 입성하며 원정 응원단의 압박 속에서 3 – 2로 어렵게 승리를 거두었고, 2차전인 시리아 중립전에서 별 따른 득점없이 무승부를 거두고, 3차전인 수원에서 카타르 홈 경기에서 3 – 2 스코어으로 어렵게 승리, 4차전인 이란전에서 이란 축구의 홈 구장이자 원정팀의 험지 인 아자디 스타디움에서 무기력한 경기 끝에 0 – 1로 패하여 잠시 3차 예선 A조 3위로 추락한데다 울리 슈틸리케 감독의 인터뷰 발설 논란 등으로 잡음이 발생하였다. 그러나 5차전에서는 우즈베키스탄 홈 경기에서 2 – 1 역전승을 거둬 A조 2위 자리를 되찾았다. 그 후 중국 2차전 원정전에서 주한미군 고고도 미사일 사드 배치에 따른 정치적인 문제에 따른 중국 응원단에 대한 심리적 압박과 최근 부임한 이탈리아 명장 마르첼로 리피의 전술 그리고 경고 누적을 받은 손흥민의 부재로 인해 0 – 1으로 패배하여 위기를 맞이하기도 했다. 하지만 시리아가 우즈베키스탄에게 승리하고 거기에 시리아전 2차전 서울 홈 경기에서 홍정호가 결승골을 넣은 덕에 겨우 A조 2위 자리를 유지했다. 그러나 3차 예선 B조의 이라크와의 평가전에서 0 – 0 무승부를 거두자 울리 슈틸리케 감독에게 비난의 화살이 쏟아지고 8차전 카타르 원정전이 9회 연속 월드컵 본선진출이 걸린 있는 카타르 도하 원정전에서 2 – 3 스코어으로 1골차 아쉽게 패배했다. 한편 우즈베키스탄은 이란 테헤란 아자디 스타디움에서 열린 이란와의 2차전 경기에서 이란이 승리했다. 3차 예선 A조 1위으로 이란이 가장 먼저 러시아 월드컵 본선 진줄권을 차지하면서 A조 2위 자리를 다행히 유지했다. 하지만 러시아 월드컵 본선 진출에 비상이 걸렸다. 손흥민의 팔 부상으로 남은 2경기 (이란전 서울 홈 경기·우즈베키스탄전 타슈켄트 원정 경기)의 출전이 불가능하고 구자철의 무릎 파열 또한 더욱 그들을 위태롭게 만들고 있다. 카타르전 2차전 경기 종료 얼마 후 2017년 6월 15일 심각한 위기 의식을 느낀 대한축구협회는 긴급 기술위원회를 열어 성적 부진으로 책임를 물어 상호간의 합의 끝에 울리 슈틸리케 감독이 경질되었고, 후임으로는 대한민국 U-20 축구 국가대표팀 감독을 맡았던 신태용를 2017년 7월 4일자로 선임되었다. 이란은 이미 러시아 월드컵 본선 진출에 확정되어서 대한민국 축구 대표팀에게는 러시아 월드컵 본선 진출의 마지노선인 A조 2위를 사수하기 위해서 남은 2경기를 감당할 수 있는지 축구팬에게 시선이 집중되었다. 그런데 축구 대표팀의 주장 기성용의 부재와 이동국, 염기훈 등 K리그 베테랑 선수를 총 투입했지만 8월 31일 이란 서울 홈 경기, 9월 5일 우즈베키스탄 타슈켄트 원정 경기과 두 경기 연속 별 따른 소득 없이 0 – 0로 비겼다. 한편 같은 시간에 치른 이란 테헤란 아자디 스타디움에서 이미 러시아 월드컵 본선 진출권를 차지했던 이란이 마지막 10차전 시리아 홈경기에 13분 시리아가 선제골을 넣어서 잠시 A조 3위으로 추락했다가 45분 이란의 간판스타 아즈문이 동점골을 넣고 A조 2위 자리를 되찾았고 얼마 후 64분 이란이 두번째 골을 넣어서 다시 2 – 1 스코어으로 A조 2위 자리를 사수를 하여 이란이 승리할 것으로 9회 연속 본선진출의 시나리오를 예상했지만 93분 시리아의 알소마의 기적의 동점골이 터지면서 상황은 복잡해진다. 다행히 추가 시간에 추가 골이 나오지 않아서 2 – 2으로 결국 무승부를 거둬 3차 예선 A조 2위 본선 진출권 자리를 지키며 승점 15점으로 9회 연속 월드컵 본선 진출을 달성했다. 만약 시리아가 추가 시간에 추가 득점을 했다면 시리아에게 월드컵 본선 직행 티켓를 내주고 A조 3위에 밀려서 아시아 지역 플레이오프까지 갈 수도 있었다. 또한 3차 예선 10경기 가운데 원정 5경기를 5전2무3패으로 단 한번도 원정에서 승리하지 못한 것이 이번 러시아 월드컵 아시아 지역 3차 예선의 아쉬운 오점로 남았다.

#### 9회 연속 본선 진출 이후의 월드컵 본선 준비 과정
9회 연속 본선 진출에 성공한 대한민국 축구는 2002 월드컵 준결승 신화의 주역 히딩크발 태풍으로 또 한번 마주치게 된다. 게다가 경기력에 대해서 축구팬들로부터 따가운 눈총들을 받고 있는 상황이었다. 2017년 10월 유럽 원정 2연전에서 K리그 선수들은 대회 기간 때문에 소집 불가능하여 23명 선수 전원이 해외파로 구성됐는데 많은 문제점이 드러나기 시작했다. 10월 7일 러시아 원정 경기에서 2 – 4로 참패했다. 우리나라의 4실점 중 2실점은 김주영의 자책골이었다. 게다가 10월 10일에는 스위스에서 열린 아프리카의 복병 모로코 중립 경기에서 1 – 3으로 패하면서 결국 빈손으로 돌아와야만 했다. 수많은 축구팬들은 유럽 원정 2연전 실패의 원인에 대해서 대한축구협회와 신태용 감독에서 향한 비난의 화살을 계속 퍼붓고 있었고 한편에서는 신태용 감독을 경질해야 한다는 여론의 목소리가 빗발치고 있었지만 축구협회는 김호곤 부회장을 사퇴시키고 신태용 감독을 재신임하기로 결정했다. 11월 10일 수원월드컵경기장에서 열린 남미의 강호 콜롬비아와의 평가전 홈 경기에서 손흥민의 멀티골로 2 – 1로 승리했으며 얼마 후 울산문수축구경기장에서 열린 동유럽의 강호 세르비아와의 홈 경기에서 1 – 1 무승부를 거두며 월드컵 본선 진출국들과의 2경기에서 대등한 경기력을 보여주었다.

#### 러시아 월드컵 본선, 디펜딩 챔피언 독일을 이기다

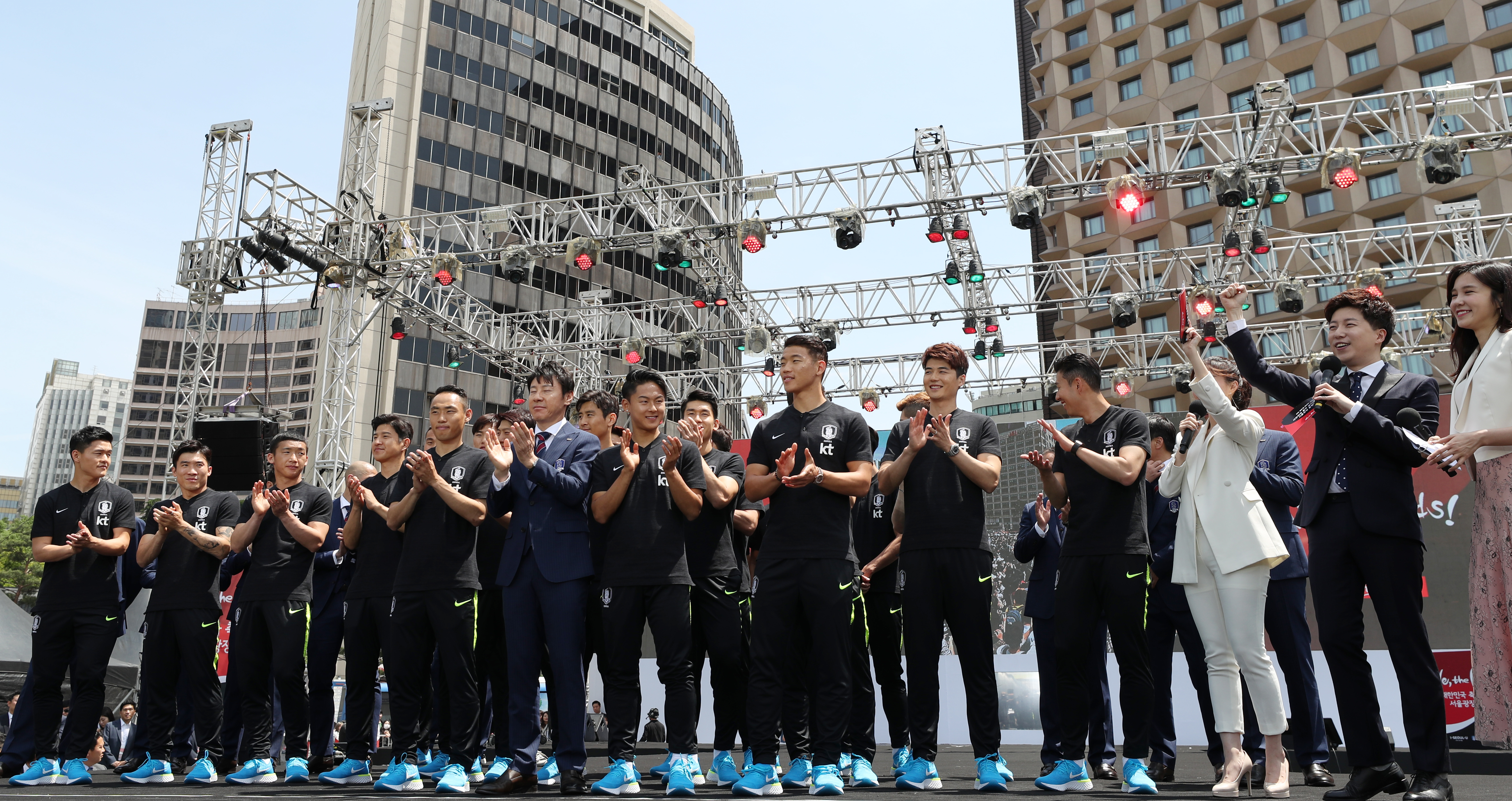
대한민국 축구 국가대표팀 선수단이 2018년 FIFA 월드컵에 앞서 서울광장에서 출정식을 갖는 모습

2017년 12월 1일 러시아 모스크바에서 열린 러시아 월드컵의 조 추첨에서 지난 월드컵 우승국인 전차 군단 독일, 북중미 강호 멕시코, 바이킹 군단 스웨덴과 F조에 배정되었다. 오스트리아에서 열린 월드컵 직전의 중립 평가전에서 남미 볼리비아, 아프리카 세네갈에게 상대로 경기했지만 1무1패의 졸전으로 끝나면서 축구팬들은 선수들의 경기력을 의심했으며 선수단은 질타를 받았다. 2018년 6월 18일 니즈니노브고로드 스타디움에서 펼쳐진 스웨덴과의 32강 조별리그 F조 1차전에서 무기력한 경기 끝에 0 – 1로 패배했다. 김민우가 빅토르 클라손에게 파울로 비디오 판독을 하고 주심이 온필드 리뷰를 하는데 지연됐지만 결국 안드레아스 그랑크비스트에게 선제골이자 결승골을 내줬다. 1차전에서의 무기력한 패배로 좋지 못한 출발을 한 대한민국은 6월 24일 (한국시간) 로스토프 아레나에서 멕시코와의 조별리그 2차전 경기를 치렀다. 1차전에서의 부진했던 모습은 온데간데 없이 적극적인 공격 전술을 통한 과감한 돌파 등을 선보이며 분전했지만 25분 멕시코의 안드레스 과르다도가 페널티 박스 바로 앞에서 올린 크로스를 장현수가 무리한 태클로 막으려다 팔에 공이 닿는 바람에 핸드볼 파울이 선언되면서 멕시코에게 페널티킥을 허용했다. 이어 카를로스 벨라에게 페널티 선제골을 내주면서 전반전을 0 – 1로 마쳤다. 후반전에서는 결국 수비진이 흔들리며 장현수가 또 다시 페널티 박스 안에서 무리하게 볼을 커트하려고 태클을 거는 실수를 저질렀고 이 틈을 타 하비에르 에르난데스가 침착하게 방향을 틀며 66분에 실점하여 0 – 2 상황까지 몰리게 된다. 하지만 계속 멕시코의 골문을 노리던 순간 결국 후반전 종료직전 추가시간 2분이 지난 시점에서 손흥민의 감각적인 왼발 슈팅이 골로 연결되며 1 – 2의 스코어로 2차전은 마무리된다. 또 다시 경우의 수에 빠진 대한민국은 멕시코전 이후에 예정된 독일과 스웨덴의 경기 결과에 따라 조별리그에서 조기 탈락할지, 3차전까지 갈지의 여부가 가려지게 되지만 결국 독일이 스웨덴에 2 – 1로 역전승한 덕분에 대한민국은 월드컵 조기 탈락은 면할 수 있었다. F조는 말 그대로 죽음의 조이자 역대 대한민국 월드컵 사상 최악의 위험한 조 편성이 된 것이다. 멕시코, 스웨덴, 대한민국, 독일 4개의 팀 모두가 16강 진출이 가능한 경우의 수까지 오게 되는데 6월 27일 3차전 경기 결과에 따라 2팀이 16강, 2팀이 조별리그 탈락이 결정되는 상황이었다. 대한민국은 카잔 아레나에서 독일을, 멕시코는 예카테린부르크 중앙경기장에서 스웨덴을 상대했다. 이에 대한민국은 기성용이 부상으로 빠지자 장현수를 미드필더로 돌렸고 그 자리에는 윤영선으로 대체하였다. 대망의 3차전 킥오프가 되고 모두의 예상과는 달리 대한민국은 안정된 수비와 역습을 통해 간간히 독일을 위협해보지만 수비진에 의해 번번이 막혔다. 전반전을 0 – 0으로 마친 대한민국은 후반전에 들어서며 적극적인 공격으로 독일에 대한 압박을 이어갔지만 여전히 수비진에 막히면서 좀처럼 득점에 성공하지 못했다. 그러나 시간이 흐르며 독일 선수들은 점차 긴장되고 초조해진 나머지 연이어 실수를 범했고 결국 90분 추가시간에 코너킥으로 기회를 얻은 대한민국의 김영권이 골망을 갈랐으나 부심은 이에 오프사이드 판정을 내린다. 하지만 비디오 판독 시스템(VAR)을 통해 오프사이드 판정이 취소되고 김영권의 득점이 인정되며 대한민국이 1 – 0으로 앞서가게 된다. 이어진 90분에서 추가시간 7분이 지난 97분경 골대를 비우고 중원까지 나온 마누엘 노이어의 볼을 빼앗은 주세종의 긴 전진패스를 빠르게 달려가 볼라인이 넘기 전에 넘겨받은 손흥민이 추가 득점에 성공하면서 2 – 0 완승을 거두고 1994년 대회 조별리그 최종전 (2 – 3 패)과 2002년 대회 준결승전 (0 – 1 패)에서의 아쉬운 패배를 되갚았다. 물론 같은 시간 예카테린부르크 중앙경기장에서 열린 멕시코와 스웨덴의 경기에서 스웨덴이 멕시코를 3 – 0으로 꺾으면서 대한민국은 1승 2패, 조 3위로 아쉽게 16강 진출에 실패했다. 그러나 대한민국은 독일과의 3차전 승리로 독일에게 1938년 이후 80년만에 1라운드 탈락 및 월드컵 22위로 탈락하였고 제2차 세계 대전 패전 이후 사상 첫 조별리그 탈락의 아픔을 안긴 최초의 아시아팀이 되었고 역대 월드컵에서 독일을 상대로 2점차 이상 승리한 팀으로 기록되며 전 세계의 아낌없는 찬사를 받았다.

#### 신태용호의 사임과 벤투호의 출범
신태용 감독이 축구 대표팀의 감독직이 임기가 만료되어 모든 것을 내려 놓고 결별하고 2018년 8월 17일에 대한축구협회는 2002 한일 월드컵 당시 3차전 상대 선수였던 파울루 벤투 전 포르투갈 대표팀 감독을 정식으로 선임한다. 그해 9월 7일 고양종합운동장에서 열린 북중미의 복병 코스타리카와의 평가전에서 이재성과 남태희의 연속골에 힘입어 2 – 0으로 승리했고 9월 11일 수원월드컵경기장에서 열린 칠레와의 평가전에서는 칠레의 적극적인 압박으로 고전했지만 실점 없이 0 – 0 무승부를 기록하며 9월 A매치 2경기를 1승 1무로 마쳤다. 그로부터 한달 후, 10월 12일 서울월드컵경기장에서 열린 친선경기에서는 황의조와 정우영이 각각 한골씩 터뜨리면서 1982년 처음 맞붙은 이후 36년 동안 한 차례도 승리하지 못했던 천적 우루과이를 2 – 1로 꺾으면서 사상 처음으로 우루과이전에서 승리를 거두었다. 나흘 후인 10월 16일 천안종합운동장에서 열린 파나마와의 친선경기에서는 박주호와 황인범의 연속골로 2 – 0으로 앞서다가 45분과 49분에 연속골을 허용하며 2 – 2로 아쉽게 비기면서 10월 A매치 2경기에서도 역시 1승 1무로 마쳤다. 그로부터 한달 후인 11월 17일 오스트레일리아 브리즈번 선콥 스타디움에서 열린 오스트레일리아와의 원정 평가전에서 전반 21분 황의조의 선제골로 앞서가다가 경기 종료 1분을 남겨두고 마시모 루옹고에게 동점골을 허용하며 1 – 1 무승부를 기록했다. 11월 20일 퀸즐랜드 스포츠 및 육상 센터에서 열린 2018년의 마지막 A매치 경기인 우즈베키스탄과의 오스트레일리아 중립 평가전에서는 남태희, 황의조, 문선민, 석현준의 연속골로 4 – 0의 완승을 거두면서 벤투 감독 부임 이후 3승 3무를 기록하며 6경기 연속 무패 행진을 이어갔다.

#### 볼리비아전 사상 첫승, 콜롬비아의 천적으로 급부상
아시안컵 8강에서 탈락한 후 2개월만에 A매치 경기에 나선 대한민국은 2019년 3월 22일 울산문수축구경기장에서 열린 볼리비아와의 평가전에서 86분 대표팀 맏형 이청용의 결승골로 1 – 0으로 승리를 거두면서 2번의 무승부 끝에 드디어 사상 첫승을 올렸다. 그리고 나흘 후 서울월드컵경기장에서 열린 남미의 강호 콜롬비아와의 평가전에서도 16분 손흥민, 58분 이재성의 득점과 조현우의 눈부신 선방쇼에 힘입어 2 – 1로 승리하면서 안방에서 열린 2번의 평가전에서 모두 승리를 쟁취했다. 또한 콜롬비아와의 역대 전적에서도 4승 2무 1패를 기록하며 콜롬비아의 천적으로 떠올랐고 더불어 이란 대표팀 감독 시절 무려 8년동안 한국과의 5경기에서 4승 1무로 앞서 있던 천적 카를루스 케이로스 감독과의 6번째 맞대결에서 그 악연을 끊어냈다. 그리고 손흥민은 2018년 FIFA 월드컵 독일과의 최종전에서 쐐기골을 터뜨린 이후 무려 9개월 (9경기)만에 A매치에서 골맛을 보았다.

### 2022 카타르 월드컵

#### 자카르타 세대의 등장 런던세대의 퇴장, 골든볼 수상자 이강인의 등장과 2차 예선의 여정
대한민국 축구의 에이스이자 주장 손흥민은 일본 U-23 대표팀과의 2018년 자카르타-팔렘방 대회 남자 축구 결승전에서의 승리로 금메달을 획득하며 자신의 최대의 숙제였던 병역문제를 해결했다. 그리고 자카르타 세대가 탄생함과 동시에 올림픽 축구 사상 첫 동메달을 안았던 런던 세대가 퇴장하고 반면 날아라 슛돌이 출신으로 2019년 FIFA U-20 월드컵 준우승의 주역이자 이 대회 골든볼 수상자인 이강인의 등장으로 대한민국 축구의 새로운 황금세대가 등장했다. 10회 연속이자 통산 11번째 월드컵 본선 진출이란 큰 성과를 달성하기 위한 대장정을 시작한 대한민국은 이번 2022년 FIFA 월드컵 아시아 지역 2차 예선에서 레바논, 조선민주주의인민공화국, 투르크메니스탄, 스리랑카와 H조에 편성되었다. 그러나 2020-21년 UEFA 네이션스리그 C 승격팀인 조지아와의 튀르키예 중립 경기에서 불안한 약점을 보이며 2 – 2로 비겼다. 그런 불안한 문제들을 안고 시작했던 1차전 투르크메니스탄 원정 경기에서 2 – 0으로 완승을 거두며 산뜻하게 출발했다. 그리고 화성종합경기타운에서 열린 최약체 스리랑카와의 예선 2차전 홈 경기에서는 혼자서 4골을 뽑아낸 김신욱의 맹활약으로 무려 8 – 0이라는 압도적인 대승을 거두었다. 하지만 29년만에 치른 3차전 최대 난관인 남북전 평양 원정 경기에서는 무중계, 긴장한 상황속에서 경기를 시작했고 90분 동안 살벌한 난투극과 치열한 공방전을 벌였음에도 득점없이 무승부를 거두며 일단 H조 1위를 사수하면서 절반의 성공을 거두었다. 4차전인 레바논전 베이루트 원정경기에서도 레바논 현지에서 대정부 투쟁으로 인한 치안 불안으로 170명 대한민국의 적은 관중 경기로 시작해서 결국 90분 동안 지루한 공방 끝에 득점 없이 무승부로 끝났고 여기에 투르크메니스탄이 홈 경기 2연전에서 조선민주주의인민공화국과 스리랑카에게 연이어 승리를 거두며 잠시 H조 2위으로 내려갔다. 아랍에미리트의 수도 아부다비에서 열린 남미의 강호 브라질과의 중립 평가전에서 브라질의 에이스 네이마르가 빠진 상태에서 대결을 펼쳤으나 0 – 3로 참패하며 브라질과의 역대 전적에서 1승 4패의 열세를 이어가면서 2차 예선 전반부는 쓸쓸하게 마무리됐다. 그러나 2차 예선 후반부 일정이 전 세계에서 유행하고 있는 코로나 19 범유행 여파으로 인해 당초 2020년 10월에 열리기로 했다가 코로나19의 재확산으로 인해 2021년으로 다시 연기되었다. 그 대신 2020년 11월에 열린 오스트리아에서 열린 북중미 강호 멕시코와 차기 월드컵 개최국 카타르와의 중립전에서 일부 선수들과 스태프들의 코로나 바이러스 확진 판정이라는 악재가 터지면서 전력에 적지 않은 타격을 받았고 멕시코와의 중립전에 황의조가 선취 득점을 기록했으나 후반전 3분 동안 3골을 실점하며 2 – 3 석패로 러시아 월드컵 본선에서의 설욕에 실패했고 카타르와의 중립전에서는 16초만에 황희찬의 선제골으로 역대 A매치 최단시간에 기록했고 2 – 1로 승리하며 2018년 FIFA 월드컵 아시아 3차 예선 카타르 도하 원정 경기 및 2019년 AFC 아시안컵 8강전에서의 복수에 성공하며 A매치 통산 500번째 승리를 달성했다. 그러나 2021년 3월 25일에 일본 요코하마시의 닛산 스타디움에서 개최된 한일전에서 손흥민, 황의조 등 주축 선수들의 이탈 탓에 무기력한 경기 속 0 – 3 참패를 당하며 큰 위기를 맞는다. 6월 5일, 6월 9일에 투르크메니스탄 고양 홈 경기와 스리랑카 고양 홈 경기에서 5 – 0 대승을 거두면서 3차 예선 및 2023년 AFC 아시안컵 본선에 진출했다.

#### 카타르 월드컵 3차 예선의 여정, 사상 최악의 죽음의 조
카타르 월드컵 2차 예선 겸 2023 AFC 아시안컵 예선을 마친 대한민국 축구 대표팀는 2021년 7월 1일에 열린 카타르 월드컵 아시아 3차 예선 조 추첨식 결과는 최악이며 험난한 가시밭길였다. 중동의 전통 강호이자 라이벌 이란, 이란의 숙적이자 라이벌이며 2007 AFC 아시안컵 우승국이며 2006 독일 월드컵에서 대한민국 월드컵 원정 첫 승리의 업적을 남긴 2006년 독일 월드컵 대한민국 축구 대표팀 감독 출신 딕 아드보카트가 이끈 이라크, 지난 2018년 러시아 월드컵 3차 예선에서 만난 시라아, 2차 예선에서 만난 레바논, 2010 남아공 월드컵에서 자신의 조국를 결승전을 진출하여 준우승으로 이끈 명장 베르트 판 마르베이크가 있는 UAE와 같이 속해 월드컵 3차 예선 사상 최악의 죽음의 조가 탄생했다. 거기에 중동 5개국보다 이동거리가 길고 상당히 중동 원정에 대한 부담감이 크고 월드컵 10회 연속 본선 진출이란 무거운 목표가 달성 쉽지 않다는 부담이 작용했다. 그나마 월드컵 32개국 체제의 마지막예선이였고 다음 차기 월드컵 아시아 지역 3차 예선에서 라이벌 이란을 상대하지 못한 것과 그리고 현지 치안 문제로 이라크전 원정 경기와 시리아전 원정 경기가 중립국에서 개최한다 것, 중동의 강호이자 월드컵 본선 무대에서 통산 5번이나 진출했던 사우디아리비아가 월드컵 본선 무대 진출 경험이 있는 일본과 호주 그리고 중국이 속한 B조 편성되었던것이 다행이라고 생각했는데 반대로 B조도 역시 A조보다 더 최악이었다.

#### 10회 연속 본선 진출이자 카타르 월드컵 본선 진출 여정
대한민국 축구 대표팀은 서울월드컵경기장에서 열린 카타르 월드컵 아시아 지역 3차 예선 첫번째 경기 이라크와의 서울 홈 경기에서 코로나 19 바이러스의 여파로 수도권 지역의 사회적 거리두기 4단계로 인해 관객들 없이 무관중 경기를 했다. 국내파와 해외파까지 출격했지만 딕 아드보카트 감독의 전술과 전·후반 90분 동안 알 수 없는 공방전을 보이면서 결국 0 – 0 스코어로 무승부를 하며 승점 1점을 차지하는데 만족했지만 한편 2차전 상대 레바논도 아랍에미리트에게 상대로 두바이 원정 경기에서 승부를 벌어졌지만 아무런 소득 없이 결국 무승부를 하고 말았다. 대한민국은 이라크·레바논·아랍에미리트와의 승점이 같지만 페어플레이 점수에서 3차 예선 A조 2위 아랍에미리트에게 밀려서 3차 예선 A조 3위으로 FIFA 월드컵 32개국 체제의 마지막예선이자 카타르 월드컵 아시아 지역 3차 예선에서 월드컵 본선 10회 연속 진출이라는 쉽지 않는 과제를 안고 험난하며 불안한 여정이 시작했다. 2차전 레바논과의 수원 홈 경기에서 1차전 이라크전 서울 홈 경기와 같이 마찬가지으로 무관중 경기를 했다 그러나 축구 대표팀 주장이자 에이스 손흥민이 레바논전 수원 홈 경기의 출전을 앞두고 오른쪽 허벅지에 불편함을 느꼈고, 병원에서 긴급 정밀 검사를 받은 결과 오른쪽 허벅지 근육에 미세한 염좌가 있는 걸로 문제가 발생했다. 결국 손흥민은 3차 예선 2차전 레바논전 수원 홈 경기에 출전하지 못하고 관중석에서 경기를 지켜보고 말았다. 손흥민이 빠진 대한민국 축구는 58분에 교체 투입된 권창훈이 교체 투입 2분 만에 결승골로 1 – 0 스코어로 승리하며 A조 1위를 했지만 월드컵 본선 진출이 가장 유력한 중동의 전통강호이자 라이벌 이란이 카타르 도하 칼리파 인터내셔널 스타디움에서 열린 이라크와의 1차전 도하 중립 경기에서 3 – 0 스코어로 압승을 겨둬 A조 1위 이란에게 밀려서 카타르 월드컵 본선 진출의 마지노선 A조 2위으로 순위에 내려갔지만 일단 안착하는데 성공했다. 3차 예선 3차전인 시리아전 안산 홈 경기에서는 주장 손흥민의 결승골에 힘입어 2 – 1 승리를 거두었다. 일단 A조 1위를 탈환했지만 그로부터 몇 시간 후에 이란은 아랍에미리트에게 상대로 두바이 원정 경기에서 이란이 1 – 0 힘겨운 승리를 하면서 대한민국과 이란은 이란 축구의 심장부이자 원정팀의 무덤 테헤란 아자디 스타디움에서 열린 대한민국 대 이란 테헤란 원정경기에서 A조 1위 자리를 놓고 치열한 공방전이 예고되었다. 다만 이란도 역시 코로나 바이러스의 방역 수칙 여파로 무관중 경기를 확정했다. 어느 정도 테헤란 원정 경기의 부담감이 지난번 원정 경기보다 긴장감과 부담감이 낮아졌다. 4차전 경기에서 승리하는 팀이 가장 먼저 월드컵 본선 진출의 고지를 차지할수도 있고 반면 패배 하는 팀이 월드컵 본선 진출의 마지노선 A조 2위를 사수해야 한다는 큰 부담을 안고 해야한다. 전반전은 치열한 공방전을 하며 양측 모두가 소득이 없이 전반전은 끝났다 48분 주장 손흥민이 선취골 득점을 하며 1 – 0 스코어로 가장 앞서 갔지만 그로부터 28분 후 76분 이란의 간판스타 자한바크슈가 동점골 득점을 하며 1 – 1 스코어로 승부는 다시 원점으로 돌아갔지만 전ㆍ후반 90분간의 치열한 공방전은 무승부으로 마무리를 했다. 일단 이란의 조기 본선 진출을 저지하며 승점 1점을 차지하는데 만족했지만 대한민국 축구의 가장 오래된 숙원 테헤란 원정 첫승은 다음에 기약했다. 한편 2차전 상대 레바논은 시리아에게 상대로 요르단 중립 경기에서 승리하면서 A조 3위를 차지하며 A조 2위 대한민국와의 승점이 3점 차로 무서운 추격을 하고 있다. 카타르 월드컵 3차 예선 A조 판세는 대한민국-이란간의 양자구도로 재편되고 있지만 시라아, UAE, 레바논, 이라크는 A조 3위를 놓고 치열한 공방전을 예고했다. 5차전 고양종합운동장에서 열린 UAE전에 대한민국 축구의 핵심 선수 황의조와 김영권이 빠진 대한민국은 36분 황희찬의 페널티킥 결승골으로 1 – 0 스코어로 승리하며 승점 3점을 챙기고 조 1위 자리를 탈환했지만 그러나 1시간 늦게 시작된 이란 대 레바논 1차전 레바논 원정 경기에서 이란 축구 국가대표팀 선수단과 감독간의 내홍으로 인해 악재가 있었지만 전반전에 레바논의 선제골로 위기는 있었다. 그러나 후반전 막판에 이란이 역전하면서 2 – 1 스코어로 승리을 하며 이란은 일단 한숨을 돌렸고 A조 1위를 차지했던 대한민국은 잠시 A조 2위 자리로 내려갔다. 이번 3차 예선 A조 전반전 판세는 대한민국-이란간의 양강구도는 이어갔고 반면 레바논,시리아,이라크,UAE가 플레이오프전에 갈수 있는 A조 3위 자리를 놓고 치열한 공방전은 이어갔다. 카타르 월드컵 아시아 지역 3차 예선 A조 전반부에서 대한민국은 5전 3승 2무로 지난 월드컵 3차 예선보다 만족스러운 성적으로 마무리을 하며 대한민국 축구의 10회 연속 월드컵 본선 진출의 달성은 순항 중이다. 월드컵 개최국 카타르 도하에서 열린 3차 예선 6차전 이라크 원정 중립전에서 손흥민, 이재성, 정우영의 활약으로 3 – 0으로 압승했다. 특히 주장 손흥민은 A매치 통산 30번째 골을 달성했고 9년간의 지독한 원정 징크스는 끝났다. 한편 A조 1위 이란은 요르단에서 열린 시리아와의 원정 중립전에서 3 – 0 스쿼어으로 대승하며 A조 1위 자리를 유지하며 순항했고 UAE는 레바논전 원정 경기에서 승리하면서 2위 대한민국와의 승점 8점 차으로 순위 탈환은 실패했다. A조 2위의 자리을 사수했던 대한민국은 통산 10회 연속 월드컵 본선 진출은 이미 예약하였다. 7차전 레바논 입성을 하기 전에 튀르키예에서 아이슬란드와 몰도바에게 상대로 튀르키예 중립 평가전에서 모두 승리하며 월드컵 본선 조기 진출의 시동을 걸었다. 7차전 레바논전 2차전 시돈 원정에서 주장 손흥민과 황희찬의 부재와 시돈 경기장의 관리 문제으로 인해 고전을 할 것으로 예상했는데 전반전이 끝나기 직전에 조규성의 결승 골로 1 – 0으로 승리하며 대한민국은 통산 10회 연속 월드컵 본선 진출은 이미 유력한 상황이었지만 중동의 전통강호 이란이 테헤란 아자디 스타디움에서 열린 이라크전 테헤란 홈 경기에서 승리하면서 일단 가장 먼저 카타르 월드컵 본선에 진출했고 8차전 상대 시리아는 두바이에서 열린 UAE와의 원정 경기에서 패하며 일단 A조 2위 자리는 사수하면서 3위 UAE와의 승점 8점 차로 순항했지만 UAE의 무서운 추격이 시작되면서 카타르 월드컵 본선 무대의 조기 진출은 다음 경기 8차전 시리아전 중립경기으로 미뤄졌다. 그러나 8차전 두바이에서 열린 시리아전 중립 경기에서 2 – 0 완승으로 통산 11회 본선 진출이자 10회 연속 월드컵 본선 진출에 성공하면서 브라질, 독일, 이탈리아, 아르헨티나, 스페인 등 역대 FIFA 월드컵 우승국과 어깨를 나란히 했다. 그후, 3포트를 확정짓는 중요한 경기이자 사실상 조 1위 결정전이었던 9차전인 이란전에서는 손흥민과 김영권의 연속골로 2011년 AFC 아시안컵 8강전 이래 11년만에 이란을 상대로 승리하여 조 1위 탈환에 성공하였지만, 최종전인 UAE와의 원정 경기에서 무기력한 경기 끝에 0 - 1로 패배하면서 조추첨 3포트 확정에 만족해야 했다.

#### 카타르 월드컵 본선, 12년 만에 이룬 16강 진출
아시아 3차 예선을 마친 대한민국은 4월 1일에 있었던 월드컵 조 추첨에서 슈퍼스타 호날두가 이끄는 톱시드국 포르투갈, 8년만에 본선에 진출한 아프리카의 강호이자 검은별 가나, 2010년 FIFA 월드컵 16강전서 대한민국을 상대로 멀티 득점을 기록했었던 루이스 알베르토 수아레스의 남미 전통 강호 우루과이와 H조에 편성되었다. 2002 한일 월드컵 20주년 기념 평가전에서 G조 톱시드 배정국이자 피파랭킹 1위 브라질에게 1 - 5로 참패하여 불안한 출발을 했지만 남미의 또 다른 강호 칠레에게 2 - 0으로 승리하였고, 남미의 복병 파라과이에게 2 - 2로 무승부, 마지막 평가전 이집트전에서 4 - 1 스코어로 압승을 하여 2002 한일 월드컵 20주년 기념 6월 평가전은 2승1무1패로 마무리하였다. 2022 카타르 월드컵 조별리그 H조에 1차전에서 대한민국은 우루과이와 11월 24일에 0 - 0으로 무승부를 거뒀다 (우루과이와 월드컵 3번째 만남만에 승점을 기록하는 순간이었다) 조별리그 H조 2차전에서 대한민국은 가나와 11월 28일날에 0 - 2로 뒤졌다가 조규성의 연속헤딩슛으로 2 - 2가 되었다 하지만 가나 공격수 모하메드 쿠두스에게 결승골을 헌납하고 만다 그리고, 조별리그 H조 3차전에서 대한민국은 포르투갈과 경기를 12월 3일 (대한민국 시간)에 경기를 하였다 대한민국은 포르투갈에게 5분에 오르타에게 골을 작렬당하여 0 - 1로 일단 뒤지지만 27분에 대한민국 수비수 김영권 선수가 골을 작렬하면서 1 - 1로 비김으로써 전반을 마친다 그리고, 후반이 시작되면서 대한민국은 90분이 지나고, 추가 시간에 손흥민 선수가 황희찬 선수에게 골을 패스를 하며, 황희찬 선수가 포르투갈 골문에 골을 작렬하여 대한민국이 포르투갈에게 2 - 1로 마침으로서 경기가 끝나고, 같은 시간에 펼쳐진 우루과이 대 가나전에서 우루과이가 가나에게 2 - 0으로 승리를 한다 가나 골문에 2골을 작렬한 선수는 우루과이 히오르히안 데 아라스카에타 선수이다 우루과이가 가나에게 1골을 더 작렬했다고 하면 골득실에서 1점이 앞서서 우루과이가 16강에 갈뻔했지만 가나가 우루과이에게 더 이상 실점을 허용하지 않으면서 가나와 우루과이는 탈락하면서 집으로 가버렸으며, 2022 카타르 월드컵 H조에서는 1위가 포르투갈, 2위가 대한민국으로 두 팀은 16강 토너먼트에 오른다. 대한민국은 2010 남아공 월드컵 이후로 12년후인 2022 카타르 월드컵 때 한 번 더 원정 16강에 오른다. 하지만 16강에서 전통강호이자 우승후보 브라질을 만나 월드컵 여정을 16강에서 마무리한다.

#### 클린스만호의 출범
2023년 2월 28일에 대한축구협회는 1994 미국 월드컵 당시 3차전 상대 선수였던 위르겐 클린스만 전 독일 대표팀 감독을 정식으로 선임한다. 그해 3월 7일 울산문수축구경기장에서 열린 남미의 강호 콜롬비아와의 평가전에서 손흥민의 연속골에 힘입어 2 – 0으로 앞서다가 45분과 49분에 연속골을 허용하며 2 – 2로 아쉽게 비겼고 3월 29일 서울월드컵경기장에서 열린 우루과이와의 평가전에서는 우경기 초반 우루과이의 기세에 잠시 밀리다가 코아테스를 마킹하지 못해 너무 쉽게 선제골을 내준 점은 아쉬웠다. 그 이후 우루과이가 수비적으로 나오자 한국이 계속해서 우루과이를 밀어붙여 봤지만 좋은 분위기 속에서 동점골은 만들지 못하고 전반전을 마쳐야 했다. 전반전에 수비진과 미들진은 체력적 문제인지 집중력 문제인지 왠지 아쉬운 모습을 보여줬다. 후반 시작과 동시에 한국은 분위기를 이어 공격을 이어갔고 기어이 동점골까지 만들어 냈으나 또다시 세트피스로 실점했고 이후로도 계속 밀어붙였지만 2골이 VAR로 취소되는 불운 끝에 결국 난적 우루과이에 상대 한테 내주면서 1 – 2로 패했고 3월 A매치 2경기에서도 1무 1패로 마쳤다. 그해 6월 15일 부산아시아드주경기장에서 열린 남미의 강호 페루와의 평가전에서 주전 선수들이 다수 이탈해 사실상 처음 손발을 맞춰본 경기라는 점에서 수비실책이 나오며 레이나에게 선제골을 허용하면서 0 – 1로 패했고 6월 20일 대전월드컵경기장에서 열린 엘살바도르와의 평가전에서는 전반전은 엘살바도르를 상대로 점유율 우세를 가져갔으나 효율적인 공격을 전혀 하지 못하고 0 – 0으로 비겼다. 49분에 황의조가 패스를 받고 강한 터닝 슛을 을 해 선제골을 넣어 1 – 0이 되었다. 그러나 후반 막판 프리킥을 내주는 바람에 세트피스로 1 – 1 동점골을 내주고 6월 A매치 2경기에서도 1무 1패로 마쳤다. 2일뒤 연이어 부진한 경기력으로 여론이 악화되자 이례적으로 클린스만 감독이 직접 이번 6월 A매치에서 부진했던 경기력에 대해 해명하고 향후 계획을 설명하는 기자회견을 가졌다. 한국 공격수들은 투톱 상황 시에 움직임이나 이해도가 부족했던것 같다는 말과 4경기에서 승리를 거두지 못했지만 긍정적인 움직임도 있었다는 소감을 밝혔으며 선수진의 기량을 끌어올려 아시안컵에서 우승하는 것을 목표로 하고있음을 알렸다. 다만 전술적인 비판에 대해서는 두루뭉실한 대답이 주를 이뤘다. 직답 없이 돌려말하는 답변이 대부분이었으며, 특히 추구하는 축구철학이 무엇이느냐는 물음에 '어떤 축구를 보고싶느냐'라고 역질문으로 답하는 모습에 충격을 받은 팬들이 많아 비판이 쇄도하고 있다. 문화나 성향차이에 따라 전술은 다양하게 나타날 수 있으니 선수 조합이 완성된다면 자연스럽게 전술색이 드러날 것이라고 설명하였다. 자신만의 전술철학에 맞춰 선수를 구성하기보단 대표팀 선수들의 성향과 상대팀에 따라 유동적으로 전술을 가져가겠다는 방향성을 제시한 것이다. 하지만 결국 주요 비판점이였던 '확실한 전술이 없다'는 점은 사실이라 전술색이 확실했던 파울루 벤투와 비교하여 비판하는 의견이 있다.클린스만 사단이 선수진을 완전히 파악하고 최적의 전술을 찾는데 아직 시간이 필요하다는 것이 드러났다. 아시안컵 이전까지 전술이 제대로 된 윤곽을 드러내고 이에 맞는 선수들을 기용하는 모습을 보여야 하는 것이 현 대표팀에 가장 시급한 점이다.

## 아시안컵 역사

### 2007년 인도네시아-말레이시아-태국-베트남 아시안컵
이 대회는 하마터면 조별리그에서 탈락하는 치욕을 남길 뻔한 대회로 남았다. 사우디아라비아와의 1차전에서는 1 – 1로 비겼고 바레인과의 2차전에서는 1 – 2로 역전패하는 굴욕을 맛봤다. 이후 대한민국은 조별리그 최종전에서 인도네시아를 상대했는데 동시간에 열린 사우디아라비아와 바레인의 경기도 지켜봐야 하는 상황이었다. 이유는 대한민국이 설령 인도네시아를 두 자리 수로 승리한다 해도 아시안컵에서는 승점이 같으면 골득실이 아닌 승자승원칙을 먼저 보기 때문이었다. 바레인이 만약 사우디아라비아에게 비길 경우 대한민국은 최종전을 이겨도 바레인과 같은 승점이 되지만 승자승원칙에서 바레인에게 밀려 8강 진출이 좌절되는 상황이기 때문이었다. 게다가 사우디아라비아와 바레인은 같은 중동국가에 속한 형제국가라서 서로 짜고 비기는 경기를 하게 되면 더구나 탈락할 가능성은 높기 때문이었다. 인도네시아와의 3차전 경기 도중 전반 18분 사우디가 선제골을 넣었다는 소식이 들려왔고 곧 이어 전반 33분에 김정우의 선제골이 나왔다. 이대로 끝나면 8강에 진출할 수 있는 상황이 만들어졌고 사우디는 이후 전반 추가시간에 추가골을 넣었고 후반전에서도 2골을 더 넣으면서 바레인을 조별리그에서 탈락시켰다. 반면 선제골을 넣었음에도 불구하고 경기 내내 불안한 경기를 펼친 대한민국은 추가골을 넣지 못한 채 밀고 밀리는 불안한 경기를 해야 했다. 그러다가 90분 정규시간까지 모두 끝나면서 간신히 8강에 진출했다. 이후 8강에서 3위 결정전까지 연장전까지 가고도 승부를 결정짓지 못한 채 결국은 모두 승부차기까지 가야만 했다. 이란과의 경기에서 0 – 0으로 비겼으나 승부차기에서 4 – 2로 승리하였고 여기서 이운재 골키퍼의 2번의 눈부신 선방이 돋보였다. 이후 이라크와의 준결승전에서도 승부를 가리지 못해 0 – 0으로 비겼고 승부차기까지 갔지만 이번에는 이 대회 챔피언 이라크에게 패하면서 결승 진출 티켓을 내주고 말았다. 그리고 일본과의 3위 결정전에서도 0 – 0으로 비겼으나 승부차기에서 이운재의 눈부신 선방에 힘입어 6 – 5의 신승을 거두며 아시안컵 3위로 자동으로 차기 대회 본선 진출을 확정지었다. 1994년 FIFA 월드컵 아시아 지역 2차 예선에서 결정적으로 일본에게 패했던 수치스러운 결과를 3위 결정전에서 승부차기로 되갚았다.

### 2011년 카타르 아시안컵
허정무는 첫 월드컵 원정 16강 진출이란 큰 업적을 남기고 대표팀 감독직와의 결별하고 조광래를 축구대표팀 감독를 선임하고 2007년 동남아 4개국 AFC 아시안컵에서 3위 결정전 승리하여 2011년 대회 본선직행권을 확보했다. 대한민국 축구의 정신적 지주이자 영원한 주장 인 박지성과 이영표를 비롯한 2002 월드컵 준결승 신화의 주역들이 2011년 카타르 아시안컵까지 뛰었다. 손흥민, 구자철, 지동원 등 새로운 선수들이 이번 아시안컵 본선에 국가대표팀에 데뷔하였다. 조별리그를 무난하게 통과하고 8강전에서 이란을 만나서 4년전 패배를 연장전까지 진행하면서 연장전 결승골을 넣어서 준결승 진출에 성공하였다. 준결승전에서 일본과 맞대결하여 90분 종료시 1 – 1로 끝나서 연장전에 진입하였다. 연장전에서 반칙으로 일본에 페널티킥을 허용하여 상대편 선수가 페널티킥 실패까지 리바운드 잡아서 기어이 성공시켰고 연장후반 종료 직전 한국 대표 선수가 극적인 동점골을 성공시켜서 연장 2 – 2까지 갔다. 그러나, 승부차기에서 대한민국 승부차기 키커가 전원 실패 (실축, 골키퍼 선방 등)하고 일본 승부차기 키커가 전원 성공하여 대한민국 대표팀은 준결승전에서 승부차기패하였다. 대한민국 대표팀은 3위 결정전에서 우즈베키스탄을 3 – 2 승리하여 3위 기록과 2015년 AFC 아시안컵 본선 직행권을 확보하였다.

### 2015년 오스트레일리아 (호주) 아시안컵
2015 오스트레일리아 아시안컵에서 결승전까지 올랐다. 결승에서 오스트레일리아를 상대로 연장전까지 혈전을 벌인 결과 1 – 2로 아쉽게 석패를 하였지만, 1988년 카타르 아시안컵 이후 아시안컵 최고 성적을 거두었다.

### 2019년 UAE 아시안컵

#### UAE 아시안컵 그리고 아부다비 참사
59년만의 아시아 정상 탈환을 목표로 대회 본선에 나선 대한민국은 C조 1·2차전 경기에서 필리핀과 키르기스스탄을 상대로 1 – 0의 신승을 거두었고 중국과의 최종전에서 2 – 0으로 승리를 거두며 3전 전승·조 1위로 16강에 진출했고 16강전에서는 연장까지 가는 접전 끝에 바레인을 2 – 1로 꺾고 8강에 진출했으나 2022년 FIFA 월드컵 개최국이자 중동의 복병으로 떠오른 카타르와의 8강전에서 79분 결승골을 허용하면서 0 – 1로 아쉽게 석패하며 15년만에 대회를 8강에서 마무리하게 되었다. 그럼에도 불구하고 아시안컵 4연승에 힘입어 피파랭킹을 38위까지 끌어올렸다.

### 2023년 카타르 아시안컵
이 대회는 기대 이하의 경기력이 속출하며 잃은 게 많았던 대회였다. 64년만의 정상 탈환을 목표로 야심차게 대회를 준비하였으나, 초반부터 주춤거렸다. 1차전인 바레인전에서 승리를 거두었지만 후반에 동점골을 허용해 아쉬움을 남겼고, 2차전 요르단전과 3차전 말레이시아전에서의 거듭된 졸전으로 잇달아 무승부를 기록해 2007년 이후 가장 저조한 조별리그 성적을 거두며 힘겹게 16강에 올랐다. 16강전 사우디아라비아와 경기는 승부차기 끝에 승리하였고, 8강전 호주와 경기는 연장전반에 터진 손흥민의 프리킥 결승골로 2-1로 승리하면서 2015년 결승전 패배를 설욕하였다. 그러나 준결승전에서는 조별리그에서 만났던 요르단과 리턴매치서 치명적인 패스미스가 나오는 등 0-2로 패배하면서 64년만의 우승이 좌절된다. 이 과정에서 차세대 에이스인 이강인이 팀의 주장 손흥민과 언쟁을 벌였다는 보도가 전해졌고, 결국 위르겐 클린스만이 감독직에서 경질되는 빌미가 되었다.

## 올림픽 축구 역사

### 1948년 런던 하계 올림픽 축구
1948년 런던 올림픽을 통해 대한민국이라는 이름으로 처음 국제 대회에 출전하였다. 1라운드에서 멕시코를 5 – 3으로 꺾고 8강에 진출했으나 8강에서 스웨덴에게 0 – 12로 대패하면서 8위로 준결승 진출이 좌절되었다. 그리고 이 대패가 현재까지도 대한민국 대표팀의 최다 점수차 패배로 남아있다.

## 다이너스티컵 / 동아시아컵 역사

### 2017년 일본 E-1 풋볼 챔피언십
일본에서 열린 EAFF E-1 풋볼 챔피언십에서는 중국과의 1차전에서 2 – 2 무승부로 불안한 출발을 했지만 조선민주주의인민공화국과의 2차전에서는 상대 수비수 이영철의 자책골로 1 – 0으로 승리했다. 그리고 마지막 한일전에서 4 – 1 대승을 거두며 2010년 이후 7년만에 한일전 승리를 따냄과 동시에 대회 2연패 달성으로 2017년 유종의 미를 거두었다.

## 골드컵 역사

### 2002년 미국 골드컵
특히 2002년 CONCACAF 골드컵에서 캐나다에게 1 – 2로 패했을 때에는 상황이 고조되었다.

## 같이 보기
- 대한민국의 축구
- 대한민국 축구 국가대표팀
- 대한민국 축구 국가대표 B팀
- 대한민국 U-23 축구 국가대표팀
- 대한민국 U-20 축구 국가대표팀
- 대한민국 여자 축구 국가대표팀
- 대한민국의 FIFA 월드컵 성적
- 대한민국의 AFC 아시안컵 성적